# Kamýk
Pour les articles homonymes, voir Kamyk.
Kamýk est un quartier pragois situé dans le nord de la capitale tchèque, appartenant à l'arrondissement de Prague 4, d'une superficie de 254,0 hectares est un quartier de Prague. En 2018, la population était de 19 668 habitants.
La ville est devenue une partie de Prague en 1922.